# Torreggio
Il Torreggio è un torrente della Lombardia, che scorre in provincia di Sondrio. 

## Descrizione
Nasce dal ghiacciaio del Cassandra, sul Monte Disgrazia, e scorre in direzione ovest-est nella Valle Airale, confluendo da destra nel Mallero a Torre di Santa Maria, in Valmalenco.